# Rodovia Trípoli–Cidade do Cabo
A Rodovia Transafricana 3 (TAH 3), também conhecida como Rodovia Trípoli – Cidade do Cabo, é uma rodovia transnacional que faz parte da Rede Rodoviária Transafricana, sob responsabilidade da Comissão Econômica das Nações Unidas para a África, do Banco Africano de Desenvolvimento, da União Africana e dos Estados nacionais atravessados.
De eixo norte-sul, a rodovia tem um comprimento de 10.808 km, atravessando Líbia, Chade, Camarões, República Centro-Africana, Congo-Brazavile, Congo-Quinxassa, Angola, Namíbia e África do Sul, possuindo imensos elos perdidos.
Em Angola, a rodovia recebe o nome Estrada Nacional nº 120 (EN-120), ligando Nóqui (Zaire) à vila de Santa Clara do Cunene (Cunene).

## Trechos

### Seção norte
A rodovia TAH 3 não é prioridade para os países de sua seção norte através do Saara, principalmente entre Gatrone (Líbia) e Zouar (Chade), onde apenas trilhas de deserto ligam essas localidades. Isso se explica pois para a Líbia a Rodovia Transafricana 2 é mais vital, pois a liga ao Níger e à Nigéria, parceiros econômicos mais importantes. Outro aspecto que limita a conclusão da rodovia são os conflitos fronteiriços entre Líbia e Chade..
Os trechos completos na parte norte são de Trípoli (capital da Líbia), passando por Azizia, Ash Shwayrif, Saba e Tragane até Gatrone, e; de Zouar, passando por Faya-Largeau, Kouba Olanga e Moussoro até Jamena (capital do Chade).

### Seção Central
A seção central entre os Camarões e Angola, após deixar Jamena, segue até Cousséri e Maroua, no Camarões. De Maroua, segue até Ngaoundéré, Garoua Boulaï e Bertoua, seguindo para o leste até Gamboula, na fronteira. De Bertoua até Katakpo, na República Centro-Africana, a TAH 3 têm um trecho sobreposto com a Rodovia Transafricana 8 (TAH 8).
No lado oposto, em Korondo, quando entra em território centro-africanense, segue até Berbérati, Katakpo e Lopo. Dessa cidade até Solé e Lidjombo a estrada é em leito natural.
Em Lidjombo a estrada tem um elo perdido até Ouésso, no Congo-Brazavile, em virtude das barreiras geográficas do rio Sangha e da existência da Reserva Especial Dzanga-Sangha e do Parque Nacional Nouabal-Ndoki. Se o traçado for concluído, poderá causar um enorme impacto ambiental sobre a floresta intocada que existe. De Ouésso a estrada segue até Gamboma e Brazavile. Em Brazavile a estrada atravessa para Quinxassa, no Congo-Quinxassa, de onde segue até Mabanza-Angungu e Matadi, chegando à fronteira angolana.

### Seção central alternativa
Como forma de evitar o impacto ambiental sobre as florestas do rio Sangha, foi planejado um trecho alternativo da estrada que partiria de Bertoua até Iaundé, nos Camarões, aproveitando o trecho sobreposto com a TAH 8. De Iaundé a estrada seguiria até Kougouleu (na Região Metropolitana de Libreville) já no Gabão. De Kougouleu segue até Porro, no Congo-Brazavile, Loubomo e por fim Brazavile.

### Seção angolana
Em Angola, a rodovia recebe o nome Estrada Nacional nº 120 (EN-120), sendo o tronco de ligação de 5 capitais provinciais, sendo: Mabanza Congo, Uíge, Nadalatando, Huambo e Ondijiva.
Em Matadi a rodovia segue até a cidade angolana de Nóqui, de onde continua até Mabanza Congo, seguindo para as vilas de Mandimba e Salvé, até a confluência do rio Lufunde com o Mebridege. Neste ponto, a rodovia segue para os povoados de Baca e Bango, alcançando Lucunga, de onde segue até Songo, Uíge, Quibaxe, Golungo Alto, Nadalatando e Dondo.
O trecho central angolano liga o Dondo a Quibala, Alto–Hama (onde se cruza com a Rodovia Transafricana 9/TAH 9/EN-250) e Huambo. No pequeno trecho entre Humbo e Caála, a rodovia tem um trecho sobreposto com a EN-260. De Caála a rodovia segue para Caconda (onde no trecho urbano desta cidade se sobrepõe com a EN-110), Chipindo, Capelongo, Cuvelai, Anhaca, Ondijiva, Namacunde e Santa Clara do Cunene. Em Santa Clara do Cunene o trecho angolano termina, quando entra na vila de Helão Nafidi, na Namíbia.

### Seção sul
A parte sul entre o norte da Namíbia e a África do Sul por outro lado é uma importante estrada regional no contexto da Comunidade de Desenvolvimento da África Austral (SADC), estando ligada a corredores rodoviários importantes como o de Walvis Bay-Maputo.
De Helão Nafidi, na fronteira Namíbia-Angola, a estrada segue até Omafo, Ondagua, Oshivelo, Tsumeb, Otjiwarongo, Okahandja e Vinduque (capital da Namíbia). Após Vinduque segue até Rehoboth, Mariental, Keetmanshoop, Grunau e Vioolsdrif-Norte, na fronteira com a África do Sul.
Após a fronteira a estrada entra em Vioolsdrif-Sul, já em território sul-africano, de onde segue para Steinkopf, Springbok, West Coast DC, Nuwerus, Vanrhynsdorp, Clanwilliam, Citrusdal, Piketberg, Malmesbury e Bellvile, chegando à Cidade do Cabo.